# Bintang Sakti
Le Bintang Sakti (en français : Étoile magique) est un titre honorifique, décerné par le gouvernement de la république d’Indonésie pour honorer le courage d’un soldat qui a fait plus que son devoir dans les opérations militaires. La décoration a été officiellement créée en 1958. Cette étoile est de niveau inférieur à l’ordre de Mahaputera et ne comporte pas de classes différenciées.
Le Bintang Sakti est décerné à ceux qui font preuve d’un courage et d’un héroïsme extraordinaires, qui vont au-delà de leur devoir dans le cadre des opérations militaires. Cette étoile peut également être donnée aux civils qui remplissent ces conditions. Le récipiendaire de cette étoile a le droit d’être enterré dans le cimetière des héros. En tant que Grand-maître de l’ordre, le président de l'Indonésie devient automatiquement récipiendaire de cette marque d’honneur.

## Description
Le Bintang Sakti se présente sous la forme d’une étoile à sept branches en métal argenté. Au milieu de l’étoile se trouve l’inscription « MAHAWIRA ». En sanskrit, ce mot a le sens de « Le Plus Courageux ». Ce mot est flanqué d’une branche de grains de riz sur le côté gauche, et de coton sur le côté droit. Les lauréats de ce prix recevront des étoiles sous forme de colliers, de plaques et de miniatures,.

## Liste des récipiendaires
| Nom                      | Titre/Service                          | Base juridique                                             | Date            | Réf.   |
| ------------------------ | -------------------------------------- | ---------------------------------------------------------- | --------------- | ------ |
| Benny Moerdani           | Opération Trikora                      |                                                            | 19 février 1963 | ,      |
| Joko Widodo              | Président de la république d’Indonésie | Décret présidentiel n° 112/savoirs traditionnels/2014      | 19 octobre 2014 |        |
| Soeharto                 | Président de la république d’Indonésie | Décret présidentiel n° 29/savoirs traditionnels/1998       | 27 mai 1998     | [ 8 ]  |
| Soekarno                 | Président de la république d’Indonésie | Article 3 de la loi d’urgence n° 4 de 1959                 | 1959            | [ 9 ]  |
| Susilo Bambang Yudhoyono | Président de la république d’Indonésie | Décret présidentiel n° 83/savoirs traditionnels/année 2004 | 27 octobre 2004 |        |
| Teddy Rusdy              | Opération Trikora                      |                                                            |                 | [ 10 ] |
| Untung Syamsuri          | Opération Trikora                      |                                                            | 19 février 1963 | ,      |